# Chrysochroa (Pyroxantha)
Chrysochroa (Pyroxantha) – podrodzaj chrząszczy z rodziny bogatkowatych, podrodziny Chrysochroinae, plemienia Chrysochroini i rodzaju Chrysochroa.

## Taksonomia
Podrodzaj wyróżniony został w 2009 roku przez Romana Hołyńskiego. Jego gatunkiem typowym jest Chrysochroa cuprascens.

## Występowanie
Gatunki z tego podrodzaju występują w krainie orientalnej. 

## Systematyka
Opisano dotąd 2 gatunki z tego podrodzaju:
- Chrysochroa (Pyroxantha) blairi Lander, 1989
- Chrysochroa (Pyroxantha) cuprascens (Waterhouse, 1881)